# IC 323
IC 323 је тројна звијезда у сазвјежђу Персеј која се налази на листи објеката дубоког неба у Индекс каталогу.
Деклинација објекта је + 41° 51' 21" а ректасцензија 3h 29m 33,5s.